# Germana Di Giulio
Germana Di Giulio (Busseto, 1910 – 27 febbraio 1981) è stata un soprano italiana.

## Biografia
Figlia del basso Salvatore Di Giulio, fu allieva di Ernestina Gonsalez. Ebbe il suo debutto presso il Teatro di Folanica, nei panni di Santuzza, nel 1938. Presenza stabile nel Teatro dell'Opera di Roma (all'epoca Teatro Reale dell'Opera) nel decennio 1942/43-1952/53, fu sempre impegnata nei difficili ruoli drammatici del repertorio italiano (Gioconda, Turandot, Aida) e straniero (Brunilde, Thaïs). L'11 marzo 1941, fu protagonista della prima italiana di Jenůfa, avvenuta presso il Gran Teatro La Fenice di Venezia. All'estero s'esibì nei Paesi Bassi, Monte-Carlo e Il Cairo. Intraprese inoltre una tournée biennale in Australia e Nuova Zelanda nel 1948/49. Il ritiro avvenne in concomitanza col matrimonio nel 1958.